# The Far Frontier
The Far Frontier è un film del 1948 diretto da William Witney.
È un musical western statunitense con Roy Rogers, Andy Devine e Gail Davis.

## Produzione
Il film, diretto da William Witney su una sceneggiatura di Sloan Nibley, fu prodotto da Edward J. White, come produttore associato, per la Republic Pictures e girato a Santa Clarita, Littlerock Dam, Vasquez Rocks Natural Area Park e nel Walker Ranch, California.

## Colonna sonora
- The Far Frontier - scritta da Jack Elliott
- I Still Love the West - scritta da Foy Willing
- The Casual Cowboy Song - scritta da Jack Elliott e Aaron González

## Distribuzione
Il film fu distribuito negli Stati Uniti dal 29 dicembre 1948 al cinema dalla Republic Pictures.
Altre distribuzioni:
- in Finlandia l'8 febbraio 1952 (Vaarallista öljyä yli rajan)
- in Grecia (Epikindyno farangi)
- in Brasile (Fronteira Distante)
- in Cile (Fronteras de odio)

## Promozione
La tagline è: "Roy Battles Border Smugglers! Thrills ripped from today's headlines... The shock story of the year!".